# Базилевська Євгенія
Євгенія Базиле́вська (роки народження і смерті невідомі) — українська актриса кінця XIX — початку XX століття.
Упродовж 1895—1899 років виступала в трупах Миколи Садовського і Панаса Саксаганського. Народила Миколі Садовському синів Миколу та Юрка.
У 1914 році організувала власну трупу у Прилуках; у 1918 році — драматичний гурток при Кустівському сільбуді, в якому дебютував на сцені Микола Яковченко.
Зіграла ролі:
- Наталка («Наталка Полтавка» Івана Котляревського);
- Маруся («Лимерівна» Панаса Мирного).